# Rybokarty (gromada)
Rybokarty – dawna gromada, czyli najmniejsza jednostka podziału terytorialnego Polskiej Rzeczypospolitej Ludowej w latach 1954–1972.
Gromady, z gromadzkimi radami narodowymi (GRN) jako organami władzy najniższego stopnia na wsi, funkcjonowały od reformy reorganizującej administrację wiejską przeprowadzonej jesienią 1954 do momentu ich zniesienia z dniem 1 stycznia 1973, tym samym wypierając organizację gminną w latach 1954–1972.
Gromadę Rybokarty z siedzibą GRN w Rybokartach utworzono – jako jedną z 8759 gromad na obszarze Polski – w powiecie gryfickim w woj. szczecińskim na mocy uchwały nr V/43/54 WRN w Szczecinie z dnia 5 października 1954. W skład jednostki weszły obszary dotychczasowych gromad Dobrzyn, Niedźwiedziska, Rybokarty, Wilczkowo i Witno (bez obszaru o powierzchni 125 ha) ze zniesionej gminy Przybiernówko, obszary dotychczasowych gromad Kukań i Wołczyno oraz miejscowość Rzęsin z dotychczasowej gromady Kołomąć ze zniesionej gminy Trzygłów, a także miejscowości Borzyszewo, Jabłonowo i Zaleszczyce z miasta Gryfice w tymże powiecie. Dla gromady ustalono 12 członków gromadzkiej rady narodowej.
31 grudnia 1959 z gromady Rybokarty wyłączono miejscowości Niedźwiedziska i Witno, włączając je do gromady Przybiernówko w tymże powiecie, po czym gromadę Rybokarty zniesiono, włączając jej (pozostały) obszar do nowo utworzonej gromady Gryfice w tymże powiecie.